# Distretto di Sambir
Il distretto di Sambir (in ucraino Самбірський район?, Sambirs'kyj rajon) è un distretto nell'oblast' di Leopoli in Ucraina. Il suo centro amministrativo è la città di Sambir. Ha una popolazione di 221 896 abitanti.
Il 18 luglio 2020, come parte della riforma amministrativa dell'Ucraina, il numero di distretti dell'oblast' di Leopoli è stato ridotto a sette e l'area del distretto di Sambir è stata notevolmente ampliata.